# Toarcien
| Systeem                              | Serie           | Etage         | Ouderdom (Ma) |
| ------------------------------------ | --------------- | ------------- | ------------- |
| Krijt                                | Vroeg           | Berriasien    | Jonger        |
| Jura                                 | Boven (Malm)    | Tithonien     | 145,0–152,1   |
| Jura                                 | Boven (Malm)    | Kimmeridgien  | 152,1–157,3   |
| Jura                                 | Boven (Malm)    | Oxfordien     | 157,3–163,5   |
| Jura                                 | Midden (Dogger) | Callovien     | 163,5–166,1   |
| Jura                                 | Midden (Dogger) | Bathonien     | 166,1–168,3   |
| Jura                                 | Midden (Dogger) | Bajocien      | 168,3–170,3   |
| Jura                                 | Midden (Dogger) | Aalenien      | 170,3–174,1   |
| Jura                                 | Onder (Lias)    | Toarcien      | 174,1–182,7   |
| Jura                                 | Onder (Lias)    | Pliensbachien | 182,7–190,8   |
| Jura                                 | Onder (Lias)    | Sinemurien    | 190,8–199,3   |
| Jura                                 | Onder (Lias)    | Hettangien    | 199,3–201,3   |
| Trias                                | Boven           | Rhaetien      | Ouder         |
| Indeling van het Jura volgens de ICS |                 |               |               |

Het Toarcien (Vlaanderen: Toarciaan) is de jongste tijdsnede in het Vroeg-Jura. Het Toarcien heeft een ouderdom van 182,7 ± 0,7 tot 174,1 ± 1,0 Ma. Het volgt op het Pliensbachien en na het Toarcien komt het Aalenien.
In de stratigrafie van Europa is het Toarcien een etage. Deze valt samen met het midden van de etage Ururoan in de stratigrafie van Nieuw-Zeeland.

## Naamgeving en definitie
Het Toarcien werd in 1849 gedefinieerd door de Franse paleontoloog Alcide d'Orbigny (1802-1857), die het noemde naar de plaats Thouars, in het Franse departement Deux-Sèvres.
De basis van het Toarcien wordt gedefinieerd door het eerste voorkomen van de Eodactylites ammonieten fauna. De top wordt gedefinieerd door het eerste voorkomen van het ammonietengeslacht Leioceras.

## Afzettingen in West-Europa
In West-Europa lag gedurende het Toarcien een grote zee. Alleen de hogere gebieden zoals het Londen-Brabantmassief, het Armoricaans massief of het Boheems massief staken boven water uit als eilanden. Het klimaat had gedurende het Toarcien een relatief sterke afwisseling tussen de seizoenen. In de zomer bracht de passaatwind regen, terwijl de winters droog waren. Dit zorgde voor een seizoensgebonden afwisseling tussen anoxische en zuurstofrijke omstandigheden in het water.
Gevolg is dat in het Toarcien lagen met een duidelijke afwisseling tussen zomer en winter zijn afgezet, zogenaamde varven. Vanwege de regelmatig terugkomende anoxische omstandigheden zijn veel fossielen goed bewaard gebleven. De in het Toarcien in West-Europa afgezette kalkrijke kleien worden de Posidonia Schalie genoemd.

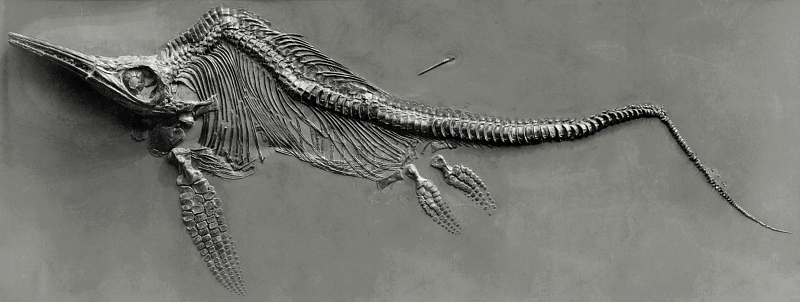
Fossiele Ichthyosaurus uit de Posidonia Schalie van Zuid-Duitsland (Toarcien), Holzmaden.